# Graecobuddhism

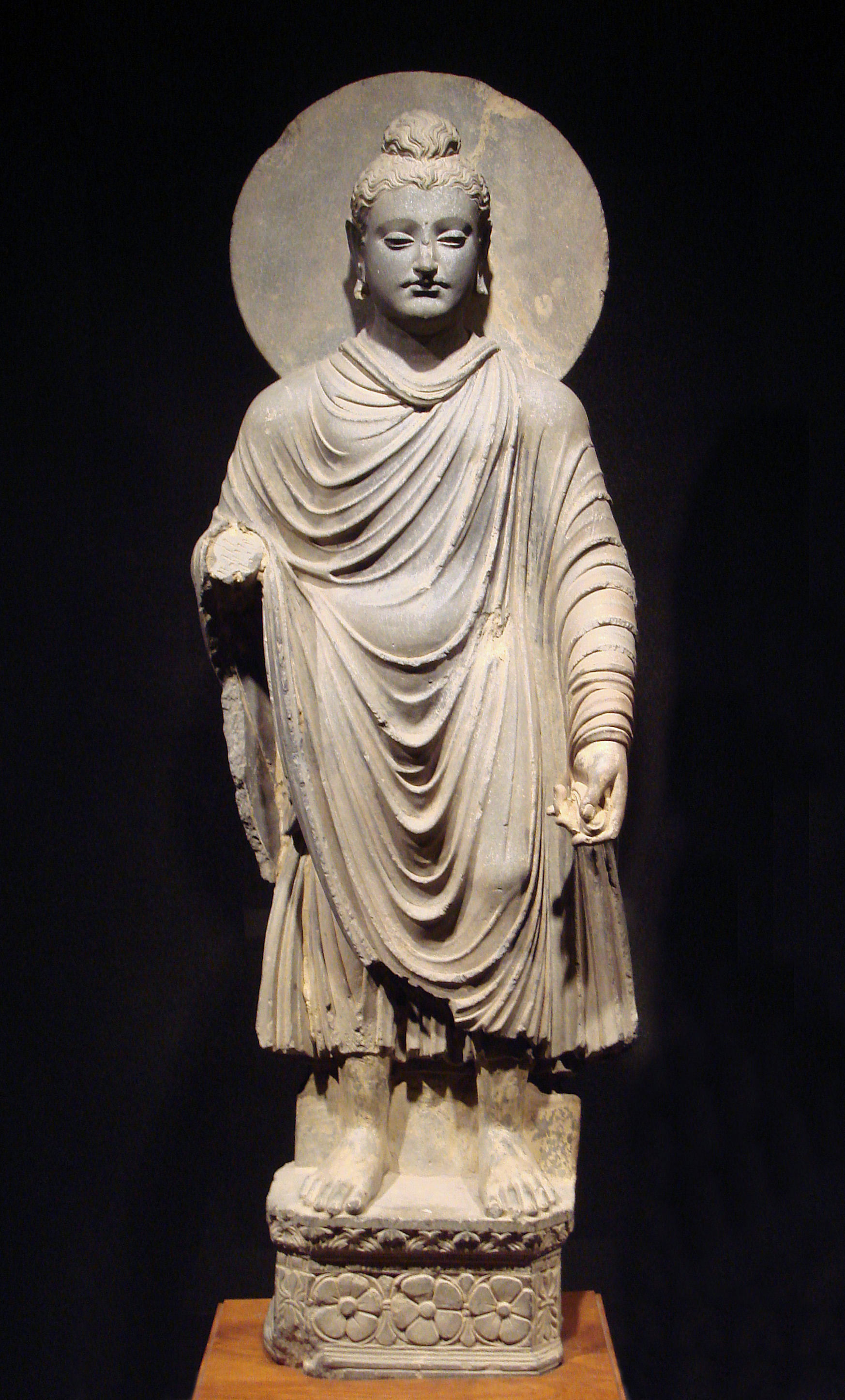
Buddha i graecobuddhistiskt utförande, första eller andra århundradet f.Kr., Gandara, nuvarande Pakistan. (Tokyo National Museum.)

Graecobuddhism eller Grecobuddhism var en synkretistisk blandning mellan indisk buddhism och grekisk hellenism som blomstrade i dagens Afghanistan och Pakistan under 400-500-talen f.Kr. Mötet mellan de olika kulturerna kom till stånd genom Alexander den stores erövring av Anatolien och delar av Centralasien år 334 f.Kr. Det konstnärliga, och möjligen också konceptuella, inflytandet på mahayanabuddhism kom delvis att fortsätta när buddhismen senare nådde Kina för att därifrån fortsätta till Korea, Vietnam och Japan.

## Buddhistisk ikonografi
Sättet att avbilda Buddha som en människa är ursprungligen grecobuddhistiskt. Före detta avbildades Buddha nästan exklusivt genom symboler som t.ex. fotspår eller ett tomt säte.
Utöver själva Buddha har hela buddhistiska konsten blivit påverkat av den grekiska traditionen och mytologin. Till exempel Herakles börjades avbilda som Buddhas väktare bredvid honom i olika statyer och reliefer.. 